# Možje v črnem
Možje v črnem so domnevni skrivni agenti, ki poskušajo preprečiti, da bi se razkrila neka neprijetna resnica, ki naj bi jo vladna agencija ali kakšna druga močna organizacija aktivno prikrivala. Zgodbe jih običajno opisujejo kot resnobne, strah zbujajoče posameznike v črnih oblekah in s sončnimi očali, ki delujejo neosebno in si jih je težko zapomniti.
Arhetip je posebej razširjen med privrženci teorij zarote NLP, ki pogosto trdijo, da so na prizorišče pojava neznanega letečega predmeta kmalu po dogodku prišli možje v črnem in pričeli groziti pričam, da te ne bi poročale o svoji izkušnji. Včasih namigujejo, da so možje v črnem sami nezemljani.
V folkloristiki so opazne vzporednice z legendami o nenavadnih ljudeh, ki so obiskovali tiste, ki so videli pošasti.
Arhetip včasih uporabljajo pisci znanstvene fantastike. Med najbolj znanimi upodobitvami je film Možje v črnem, v katerem Tommy Lee Jones in Will Smith igrata vladna agenta, zadolžena za prikrivanje prisotnosti nezemljanov na Zemlji.